# 運命の逆転
『運命の逆転』 （うんめいのぎゃくてん、Reversal of Fortune）は、1990年のアメリカ合衆国のミステリ映画。
監督はバーベット・シュローダー、出演はジェレミー・アイアンズ、グレン・クローズ、ロン・シルヴァーなど。
1980年に女性富豪が植物状態に陥り、英国貴族の夫に容疑が掛かったクラウス・フォン・ビューロー事件を映画化。原作は容疑者の弁護を担当したアラン・ダーショウィッツによる著作『Reversal of Fortune: Inside the von Bülow Case』。主演のアイアンズは第63回アカデミー賞主演男優賞などを受賞した。

## ストーリー
1980年代のアメリカ。ハーバード・ロー・スクールの法学部教授で人権弁護の世界的権威であるアラン・ダーショウィッツは、ニュー・ポート在住のクラウス・フォン・ビューローから刑事裁判の弁護を依頼される。彼の妻である大富豪のサニーはバスルームで倒れ植物状態に陥ってしまったのだが、それがクラウスによってインスリン注射による殺害を企てられた結果であると義理の息子・娘とメイドのマリアに告発され、地方検事局の告訴により第1審で懲役30年の有罪判決を受けてしまっていたのだった。
クラウスの事件は上流階級のスキャンダルとして世間の注目を浴びていた。当初アランは、好悪相反する面を持つクラウスと、その周辺の上流社会に反感と不信感を持っていたが、事件の概要を知って興味を持ち始め、別の人権関係の事件の裁判費用を調達するためにも依頼を引き受けることにする。
アランがチームを組んで調査するうちに、サニーの個人的問題、クラウスとの夫婦生活、そして家族にあった問題が浮き彫りになり、再審で検察側の証拠を崩し、無罪を勝ち取ることに成功する。しかしクラウスの曖昧で肝心なことを韜晦（とうかい）してしまう態度もあり、事件の真相が明らかになったとは言い難く、まだ依然として謎を残したままとなるのだった。

## キャスト
※括弧内は日本語吹替（VHS版）
- クラウス・フォン・ビューロー: ジェレミー・アイアンズ（納谷悟朗）
- サニー・フォン・ビューロー（英語版）: グレン・クローズ（武藤礼子）
- アラン・ダーショウィッツ: ロン・シルヴァー（内海賢二）
- サラ: アナベラ・シオラ（塚田恵美子）
- マリア: ユタ・ヘーゲン（英語版）（片岡富枝）
- デヴィッド・マリオット: フィッシャー・スティーヴンス（大塚芳忠）
- アンドレア・レイノルズ: クリスティーン・バランスキー（火野カチ子）
- ピーター・マッキントッシュ: ジャック・ギルピン（英語版）（幹本雄之）
- ミニー: フェリシティ・ハフマン
- ジャック: トム・ライト
- ラジ: マノ・シン（大塚明夫）
- スティーヴ・ファミグリエッティ: マイケル・ワイクス（江原正士）

## 作品の評価
Rotten Tomatoesによれば、51件の評論のうち高評価は92%にあたる47件で、平均点は10点満点中7.9点、批評家の一致した見解は「卓越した演技と巧妙な脚本が特徴の『運命の逆転』は、興味をそそられるミステリと金持ちへの容赦ない風刺の両方を兼ね備えている。」となっている。
Metacriticによれば、18件の評論のうち、高評価は17件、賛否混在は1件、低評価はなく、平均点は100点満点中93点となっている。